# Shi Tao
Shi Tao, född 25 juli 1968 i Wuzhong, Kina, är en kinesisk journalist, författare och poet, som 2005 dömdes till 10 års fängelse för att han publicerat ett dokument från kommunistpartiet på en utländsk kinesisk webbplats.

## Biografi
Shi Tao föddes i Yanchi, Wuzhong, Ningxia i Kina 1968. Enligt Liu Xiaobo blev han aktiv i demokratirörelsen 1989 vid tiden för protesterna på Himmelska fridens torg.  I juli 1991 tog han examen vid Shanghais East China Normal University och gifte sig året därpå. Innan han greps, var Shi redaktör på Dangdai Shang Bao ( "Contemporary Trade News"), en affärstidning i Changsha i Hunan-provinsen. 
Den 20 april 2004 fick Shi ett dokument från kommunistpartiets myndigheter som instruerade journalister att inte rapportera om den kommande femtonde årsdagen av "4 juni-händelsen", på Himmelska fridens torg. Shi använde ett Yahoo!-konto för att skicka det anonymt till en kinesiskspråkig webbplats baserad i New York som publicerade kommunikationen.
På begäran av den kinesiska regeringen, bekräftade Yahoos register att Shis konto hade skickat e-post. Han blev inofficiellt fängslad den 24 november 2004, och den 14 december, greps han officiellt enligt lag om statlig säkerhet för avslöjande av statshemligheter. Under Shis rättegång hävdade hans advokat att hans straff skulle vara milt eftersom utlämnandet av informationen inte hade orsakat stor skada för Kina. I juni dömdes han ändå till tio års fängelse. 
Många organisationer protesterade mot Shis fängslande. Amnesty International utsåg honom till en samvetsfånge och krävde hans omedelbara frigivning. Congressional-Executive Commission on China beskrev honom som en politisk fånge. Reportrar utan gränser lanserade en petition som krävde hans frigivning, medan Committee to Protect Journalists var "upprörda" över gripandet. Human Rights Watch kallade honom en fängslad människorättsförsvarare och drev en kampanj för hans frigivning.
Den 23 augusti 2013 frigavs Shi Tao efter mer än åtta år i kinesiskt fängelse.

## Priser och utmärkelser
Den 18 oktober 2005 meddelade Committee to Protect Journalists att Shi var en av fyra vinnare av 2005 CPJ International Press Freedom Awards. Kommitténs webbplats uppgav att han skulle officiellt få mottaga med priset när han släppts från fängelset.
I mars 2006 fick han Vasyl Stus Award, uppkallad efter en ukrainska dissident och tilldelat för "talang och mod". Den 28 november 2006 utsågs han till vinnare av Golden Pen of Freedom Award av World Association of Newspapers. Priset togs emot på hans vägnar av hans mor. År 2009, tilldelade Shi Human Rights Watch en Hellman/Hammett-garanti, som erkänsla för "engagemang för yttrandefriheten" och "mod inför politisk förföljelse ". 